# 玄妙观摩崖造像

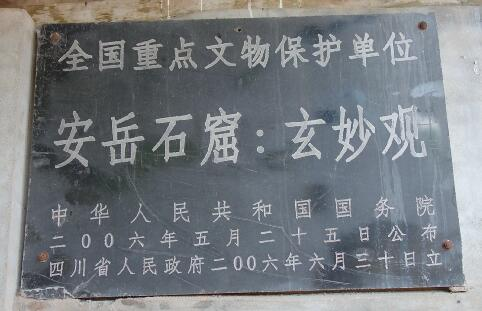
国保碑

玄妙观摩崖造像位于四川省安岳县鸳大镇玄妙村集圣山，原道观已毁，现存大量唐代摩崖造像。玄妙观摩崖造像刻在一块蘑菇状的平顶巨石上，现存龛窟79个，造像1293尊，以道教造像为主，有12龛为佛道合龛造像，另有少量佛教造像。最大的造像为老君龛中的老君像，高2.2米。另外还有唐碑4块，其中一块“启大唐御立集圣山玄妙观胜境碑”记载了唐开元六年（718年）至天宝七年（748年）在此凿龛造像的过程。
依据四川省文物局，该处造像在“文革”时期（1966-1976年）受损较重。1985年被列为安岳县文物保护单位，1991年4月16日公佈為四川省第三批文物保護單位，2006年5月25日列為第六批全國重點文物保護單位。